# Pteronia camphorata
Pteronia camphorata là một loài thực vật có hoa trong họ Cúc. Loài này được (L.) L. miêu tả khoa học đầu tiên năm 1763.